# سباق باريس روبيه 1898

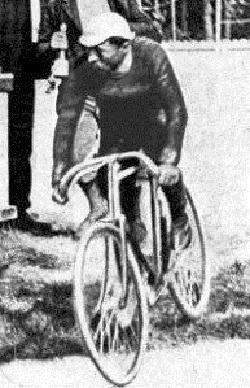

سباق باريس روبيه 1898 (بالإنجليزية: 1898 Paris–Roubaix)‏  هو سباق دراجات هوائية، وهو الموسم رقم 3 من السباق، وأقيم في 10 أبريل 1898، وامتدّ لمسافة 268 كيلومتر، وهو من نوع سباق يوم واحد.
فاز فيه بالمركز الأول موريس غارين، وبالمركز الثاني Auguste Stéphane ‏، وبالمركز الثالث Édouard Wattelier ‏.

## الفائزون
| الترتيب | الفائز             |
| ------- | ------------------ |
| الفائز  | موريس غارين        |
| الثاني  | Auguste Stéphane ‏  |
| الثالث  | Édouard Wattelier ‏ |